# Fausto Fawcett
Fausto Fawcett, nome d'arte di Fausto Borel Cardoso (Rio de Janeiro, 10 maggio 1957), è un cantante e scrittore brasiliano.
Grande appassionato di cultura pop e rock, ha tra le sue influenze musicali e letterarie The Rolling Stones, Sex Pistols, tutto il movimento Jovem Guarda, William Blake, João da Cruz e Sousa, Bob Kane, Anthony Burgess, Jean-Paul Sartre, Charles Baudelaire, Paulo Leminski, Clarice Lispector, Aldous Huxley, Jorge Mautner.

## Biografia
Fausto Borel Cardoso è nato il 10 maggio 1957 a Rio de Janeiro. Si è laureato in Giornalismo alla Pontifícia Università Cattolica di Rio de Janeiro nel 1983. Durante il periodo universitario era solito eseguire brevi sketch teatrali mescolanti poesia e musica nei locali di Rio, usando già allora il nome d'arte Fausto Fawcett in omaggio a una delle sue attrici preferite, la diva statunitense Farrah Fawcett.
Ha iniziato la sua carriera musicale nel 1986, su suggerimento di un suo amico, il regista Carlos Diegues, firmando un contratto con la WEA per pubblicare il suo album di debutto, Fausto Fawcett e os Robôs Efêmeros l'anno seguente. Descritto come un "concept album cyberpunk che attraversa una Copacabana in stile Blade Runner ", il lavoro spicca per una canzone divenuta memorabile, Kátia Flávia, a Godiva do Irajá; essa è stata infatti inclusa nella colonna sonora della telenovela O Outro e in quella del film Luna di fiele di Roman Polanski. Il suo disco successivo, Império dos Sentidos, uscito nel 1989 e prodotto da Herbert Vianna, frontman degli Os Paralamas do Sucesso, è stato considerato dai critici una "opera porno-futuristica".
Nel 1990 Fawcett ha pubblicato il suo primo romanzo, Santa Clara Poltergeist, per i tipi della Editora Eco. Due anni dopo è stata la volta di Básico Instinto, una raccolta di racconti, uscita per Relume-Dumará nel 1992. Entrambi i libri sarebbero poi serviti come ispirazione per il suo terzo album, anch'esso chiamato Básico Instinto (1993). In seguito Fawcett, avendo optato per una carriera letteraria a tempo pieno, non ha più fatto uscire album, pur collaborando con vari artisti musicali come Rogério Skylab, Fernanda Abreu e Samuel Rosa. 
Nel 2016 ha recitato in un film horror, Vampiro 40°, nei panni del vampiro-spacciatore Vlak.
Nel 2018 Fawcett ha collaborato col gruppo pop rock Leela al loro singolo digitale 2000 Light Years from Home, cover della celebre canzone dei Rolling Stones.
Nel gennaio 2019 ha preso parte allo spettacolo Cachorrada Doentia con la sua antica band di supporto. È stata la sua prima esibizione dopo oltre 20 anni.

## Vita privata
Negli anni 80, all'apice del successo, Fausto Fawcett ha iniziato a sviluppare una dipendenza dall'alcool, divenuta poi talmente grave da provocargli danni al fegato e al cuore; dal 2008 è astemio, come egli stesso ha dichiarato.
Tifa per il Fluminense Football Club.

## Discografia
- Fausto Fawcett e os Robôs Efêmeros (1987)
- Império dos Sentidos (1989)
- Básico Instinto (1993)

## Opere letterarie principali
- Santa Clara Poltergeist (Editora Eco, 1990)
- Básico Instinto (Relume-Dumará, 1992)
- Copacabana Lua Cheia (Dantes, 2000)
- Favelost (Martins Fontes, 2012)
- Pororoca Rave (Tinta Negra, 2015)